# Christine De Smedt
Christine De Smedt (1963) is een Belgische danseres en choreografe. Haar artistiek werk situeert zich op de grens tussen dans/performance, choreografie, artistieke coördinatie en artistieke projecten van diverse aard.

## Opleiding
Na het beëindigen van haar studies in criminologie raakte Christine De Smedt geïnteresseerd in dans en performance en begon ze verschillende technieken voor bewegingsonderzoek te bestuderen.

## Samenwerking met les ballets C de la B
Christine De Smedt was van 1991 tot 2012 lid van les ballets C de la B, het Gentse dansgezelschap dat werd opgericht door Alain Platel en dat ook lange tijd de thuisbasis was van o.a. Hans Van den Broeck, Sidi Larbi Cherkaoui en Koen Augustijnen. Ze danste er in Mussen (Alain Platel, 1991) en was assistent-regisseur bij How to approach a dog (Hans Van den Broeck, 1992). Van 2003 tot 2005 was ze artistiek coördinator van les ballets C de la B. In 2010 initieerde ze de eerste Summer Intensive, een residentie in studio 3 bij les ballets C de la B

## Samenwerking met Meg Stuart / Damaged Goods
In 1992 maakte Christine De Smedt deel uit van het interdisciplinaire SKITE project (laboratoire de nouvelles formes chorégraphiques) in Parijs, waar haar eerste artistieke ontmoeting met Meg Stuart plaatsvond. Ze heeft tussen 1995 en 1999 ook samengewerkt met de Amerikaanse choreografe Meg Stuart en haar gezelschap Damaged Goods. Ze danste in 1996 in de heropvoering van Stuarts debuutchoreografie Disfigure Study, en assisteerde de choreografe als coach bij die heropvoering. Verder werkte ze als danseres mee aan No One Is Watching (Meg Stuart / Damaged Goods, 1995) en Splayed Mind Out (Meg Stuart / Damaged Goods en Gary Hill, 1997). Samen met Meg Stuart en choreograaf / danser David Hernandez initieerde ze het multidisciplinair improvisatieproject Crash Landing (1996-1999).

## Eigen werk als choreografe
In de periode dat Christine De Smedt lid was van les ballets C de la B begon ze haar eigen werk te maken. Haar debuut was de danssolo La force fait l’union fait la force. Een van haar bekendste projecten uit die periode is 9x9 (2000), een grootschalig choreografisch project dat werd gerealiseerd in 15 verschillende steden in Europa en Canada. Het uitgangspunt voor het project, waarin de choreografe aan de slag ging met deelnemers van uiteenlopende achtergronden zoals bejaarden, jongeren en fotografen, was de menselijke massa. Een andere bekende productie van Christine De Smedt is Untitled 4 (2012), waarin ze op basis van interviews vier portretten schets van de choreografen en dansers Alain Platel, Jonathan Burrows, Eszter Salamon en Xavier Le Roy en waarin ze tegelijkertijd steeds meer de geportretteerde personen zelf wordt.  Voor het festival Dansand! II in Oostende creëerde ze samen met Mette Edvardsen in 2010 de massachoreografie The Long Piece. Samen met Eszter Salamon maakte het duet dance#2 (2012), en met Myriam Van Imschoot PickUpVoices (2008), dat historisch onderzoek vermengde met performance. In 2022 creëerde Christine De Smedt samen met Liza Baliasnaja en Theo Livesey de voorstelling The Third Room, over microagressies in de openbare ruimte.

## Andere samenwerkingen als danseres
Als danseres werkte ze ook mee aan o.a. Gerhard Richter, une pièce pour le théâtre (Mårten Spångberg, 2017), Oidipous, my foot (Jan Ritsema, 2011), Artificial Nature Project (Mette Ingvartsen, 2012), Project (Xavier Le Roy, 2003), Low Pieces (Xavier Le Roy, 2011), Temporary Title (Xavier Le Roy, 2015), nvsbl (Eszter Salamon, 2006) en dance#1/Driftworks (Eszter Salamon, 2008). Ze werkte verder mee aan de video-installatie Dead Reckoning (2008) van Philipp Gehmacher en Vladimir Miller.

## Onderzoeksprojecten
Met Eszter Salamon ontwikkelde Christine De Smedt in 2009 Transformers, een onderzoeksproject voor een groepschoreografie met behulp van workshops en kunstenaarsverblijven in Brussel, Madrid, PAF-St. Erme, Mexico stad, Wenen, Tokio en Stockholm. In mei 2014 werkte ze mee aan Spatial Confessions (On the question of instituting the public), een vierdaags programma van Bojana Cvejic in Tate Modern dat door middel van choreografische experimenten het publieke onderzocht in tentoonstellingsplekken voor hedendaagse kunst.

## Samenwerking met P.A.R.T.S.
Christine De Smedt was pedagogisch coördinator van de Training Cycle 2013-2016 aan P.A.R.T.S., de internationale school voor hedendaagse dans in Brussel.

## Producties
Eigen werk:
- Weibliche Bewegungsfigur 094210 (Christine De Smedt en Damien Deceuninck, 1989)[14]
- La force fait l’union fait la force (Christine De Smedt, 1993)[15]
- Crash Landing (Christine De Smedt, David Hernandez en Meg Stuart / Damaged Goods, 1996-1999)
- Escape Velocity (Christine De Smedt in samenwerking met Els Opsomer, Germaine Kruip en Vincent Malstaf, 1998)[16]
- Untitled 4 (Christine De Smedt, 2010)[17]
- 9 x 9 (Christine De Smedt, 2010)[18]
- The Long Piece (Christine De Smedt en Mette Edvardsen, 2010)[19]
- dance#2 (Christine De Smedt en Eszter Salamon, 2016)[20]
- The Third Room (Christine De Smedt, Liza Baliasnaja en Theo Livesey, 2022)[21]

Met anderen:
- Mussen (Alain Platel / les ballets C de la B, 1991)[22]
- How to approach a dog (Hans Van den Broeck / les ballets C de la B, 1992)[22]
- Disfigure Study (Meg Stuart / Damaged Goods, heropvoering in 1996)
- No One Is Watching (Meg Stuart / Damaged Goods, 1995)
- Splayed Mind Out (Meg Stuart / Damaged Goods en Gary Hill, 1997)
- Schreibstück - Version Christine De Smedt, Gent (BE) (Thomas Lehmen, 2002-2004)[23]
- Project (Xavier Le Roy, 2003)[24]
- nvsbl (Eszter Salamon, 2006)[25]
- dance#1/Driftworks (Eszter Salamon, 2008)[26]
- The Mirror Points (Gary Hill, 2009)[27]
- Oidipous, my foot (Jan Ritsema, 2011)[28]
- Low Pieces (Xavier Le Roy, 2011)[29]
- The Artificial Nature Project (Mette Ingvartsen, 2012)[30]
- Temporary Title (Xavier Le Roy, 2015)[31]
- Gerhard Richter, une pièce pour le théâtre (Mårten Spångberg, 2017)[32]

## Videografie
- La force fait l’union fait la force (Johan Grimonprez, 1994, 3min)[33]